# Rappenspitze
La Rappenspitze est une montagne qui s’élève à 2 223 m d’altitude dans les Karwendel, en Autriche.